# تيموثي تشيك
تيموثي تشيك هو مؤرخ كندي، ولد في 3 أبريل 1955.